# Frères (film, 2024)
Pour les articles homonymes, voir Frère (homonymie).
Pour plus de détails, voir Fiche technique et Distribution.
Frères est un drame français écrit et réalisé par Olivier Casas et sorti en 2024.

## Synopsis
Inspiré d'une histoire vraie, le film décrit l'amour qui unit deux frères, Michel et Patrice, qui ont passé, seuls, plusieurs années dans la forêt étant enfants, à la suite de l'abandon de leur mère durant l'été 1948, vivant ainsi sept années de liberté en pleine nature. Des décennies plus tard, Michel quitte sa femme et ses enfants pour le Grand Nord canadien afin d'aller à la recherche de son frère, porté disparu. Les frères vont retrouver la vie à deux dans la nature sauvage.

## Fiche technique
Sauf indication contraire, les informations mentionnées dans cette section peuvent être confirmées par la base de données cinématographiques Unifrance,  présente dans la section « Liens externes ».
- Titre original : Frères
- Réalisation et scénario : Olivier Casas
- Musique : Olivier Casas, Cyril Maurin et Simon Casas
- Décors : Charlotte Martin-Favier
- Costumes : Charlotte Betaillole
- Photographie : Magali Silvestre De Sacy
- Son : Mathieu Leroy, Loïc Prian, Antoine Bargain et Gilles Bénardeau
- Montage : Olivia Chiché
- Production : Antonio Rodriguez
- Sociétés de production : Quad Films, Traveling Angel Films coproduction Zinc Film
- Société de distribution : Zinc Film
- Budget : N/A
- Pays de production :  France
- Langue originale : français
- Format : couleur — 2,35:1
- Genre : Drame
- Durée :
- Dates de sortie :
  - France : 24 avril 2024

## Distribution
- Yvan Attal : Michel de Robert
  - Victor Escoudé-Oury : Michel (4-7 ans)
  - Viggo Ferreira-Redier : Michel (8-11 ans)
- Mathieu Kassovitz : Patrice de Robert
  - Enzo Bonnet : Patrice (5-8 ans)
  - Fernand Texier : Patrice (9-12 ans)
- Alma Jodorowsky : Marielle de Robert, la mère de Michel et Patrice
- Clémentine Baert : Sylvie, la femme de Patrice
- Chloé Stefani : Lise, la femme de Michel
- Anaïs Parello : Laura, la fille de Michel et Lise
- Jean-Stan du Pac : Vincent, le fils de Michel et Lise
- Chloé Réjon : Clothilde, la mère de Marielle
- Alexandre Castonguay : Vic
- Marc Robert : Monsieur Léandri
- Sandie Masson : Madame Brunet
- Eddie Chignara : Monsieur Brunet
- Léa Archimbaud : Chantal, la domestique des Brunet
- Michel de Robert : lui-même (juste avant le générique de fin)

## Polémique
Dans une enquête parue dans le journal Sud Ouest,, la véracité de cette histoire a été remise en cause, suscitant une polémique.